# Only Love Can Break Your Heart
«Only Love Can Break Your Heart» es una canción del músico canadiense Neil Young, publicada en el álbum de estudio After the Gold Rush. La canción fue también publicada como primer sencillo promocional del álbum, con «Birds» como cara B. El sencillo alcanzó el puesto 33 en la lista estadounidense Billboard Hot 100.

## Grabación
«Only Love Can Break Your Heart» fue escrita para Graham Nash tras su ruptura con Joni Mitchell, aunque en algunas entrevistas Young ha sido reticente a admitirlo o recordarlo. Publicado como sencillo en octubre de 1970, se convirtió en el primer top 40 de Young en su carrera en solitario al llegar al puesto 33 de la lista Billboard Hot 100. El sencillo fue publicado con una versión de «Birds» interpretada con Crazy Horse, en lugar de la versión al piano presente en After the Gold Rush.

## Posición en listas
| Año  | Lista                  | Posición |
| ---- | ---------------------- | -------- |
| 1970 | Billboard Hot 100      | 33       |
| 1970 | Canadian Singles Chart | 16       |